# Indústria de Bebidas Marajá Ltda.
A Indústria de Bebidas Marajá Ltda. ou Marajá Indústria de Bebidas foi uma indústria de bebidas brasileira fabricante de refrigerante sediada em Rondonópolis, sul de Mato Grosso. Produzia inicialmente guaraná da marca "Marajá", nome dado em referência ao bairro sede da indústria e anos depois passava a industrializar outros sabores como os de laranja e limão. Foi também a segunda indústria fundada e instalada na cidade depois da Indústria de Bebidas Ouro Fino. Em 1982 foi arrendada por Felipe Brüehmüeller e Cláudio Brüehmüeller e encerrando suas atividades em 1986, quando houve a transferência de seu processo de engarrafamento para o município de Várzea Grande  na Região Metropolitana de Cuiabá, dando seguimento a Refrigerantes Marajá.

## História – da fundação à transferência

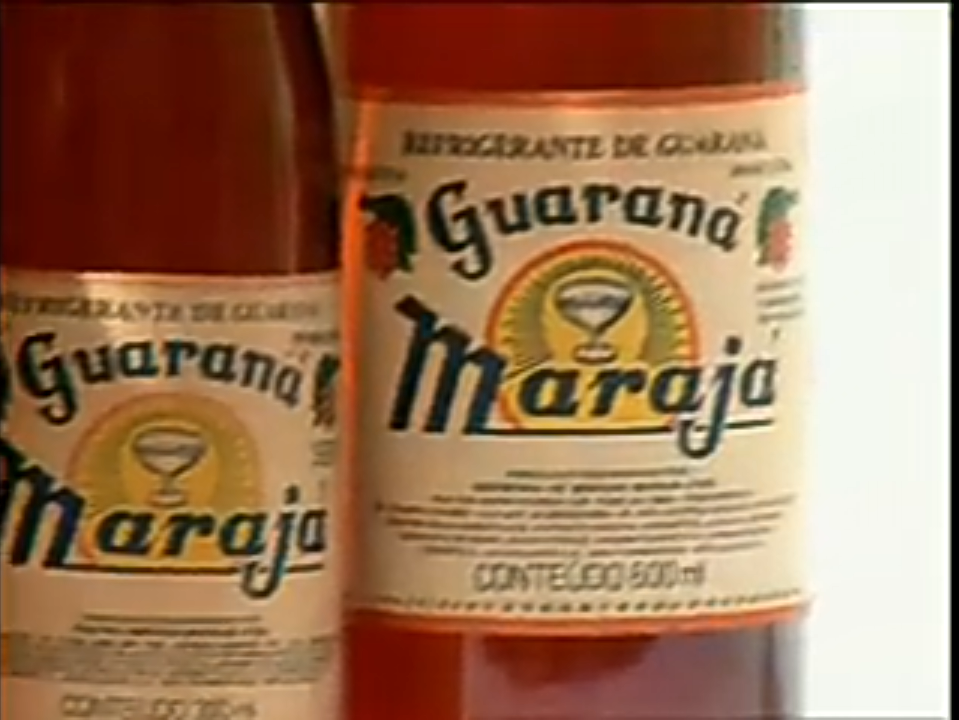
Rótulo do Guaraná Marajá em 1964, principal produto da empresa

Fundada em 23 de agosto de 1963 por Djalma Pimenta como Industria de Bebidas Alves Pimenta e Cia, nome dado referência a seu sobrenome, a indústria iniciou produzindo o Guaraná Marajá, nome dada em referência ao bairro sede da indústria em Rondonópolis, nesse período foi a segunda indústria instalada na cidade, sendo a primeira foi a Industria de Bebidas Ouro Fino, localizada no Bairro Vila Operaria.
Em 1968 a empresa muda a sua razão social para Indústria de Bebidas Marajá Ltda.
Em 1982 seu proprietário, Djalma Pimenta divide a administração da indústria para o representante comercial Felipe Bruehmueller e Claudio Bruehmueller, que iniciam o processo de expansão da indústria com a implantação de uma revenda em Várzea Grande, na  Região Metropolitana de Cuiabá.
Em 1984 a indústria contava com doze caminhões na revenda de Várzea Grande, que atendia Cuiabá e sua região metropolitana e no mesmo passou a industrializar os portfólio de guaraná 200 ml (Ns), guaraná de 300 ml (Ks), Guaraná, Laranja e Limão de 600 ml (Gs).
Em 1986 são encerrada as atividades no município de Rondonópolis, com a transferência do processo de engarrafamento para Várzea Grande.

## Cronologia
- 1963 - Em 23 de agosto Djalma Pimenta funda a Indústria de Bebidas Alves Pimenta e Cia no bairro de “Marajá” em Rondonópolis, nesse período foi a segunda indústria do gênero instalada na cidade, a primeira foi a indústria de Bebidas Ouro Fino, localizada no Bairro Vila Operaria.[4]
- 1964 - É lançada o primeiro produto, Guaraná Marajá, tendo seu primeiro lote produzido em 20 de janeiro.[6]
- 1968 - A indústria muda a sua razão social para Indústria de Bebidas Marajá Ltda.
- 1982 - É arrendada e é iniciada o processo de expansão da indústria, com a implantação de uma revenda em Várzea Grande na Região Metropolitana de Cuiabá, e inaugurando em 8 de fevereiro do mesmo ano, por uma equipe formada por 3 ajudantes, 3 motoristas e 3 caminhões para o sistema de pronta entrega na região, filiada a industria de Rondonópolis, lideradas pelo representante comercial Felippe Brüehmüeller e Cláudio Brüehmüeller. [7]
- 1984 - A indústria contava com doze caminhões na revenda de Várzea Grande que atendia a cidade de Cuiabá e sua região metropolitana, e contava com um portfólio de guaraná 200 ml (Ns), guaraná de 300 ml (Ks), Guaraná, Laranja e Limão de 600 ml (Gs).
- 1986 - Em março do ano a indústria encerra as suas atividades no município de Rondonópolis  com a transferência do processo de engarrafamento para Várzea Grande. [5]